# (5343) Ryzhov
(5343) Ryzhov ist ein Asteroid des Hauptgürtels, der am 23. September 1977 vom russischen Astronomen Nikolai Stepanowitsch Tschernych am Krim-Observatorium in Nautschnyj entdeckt wurde.
Er wurde am 18. August 1997 nach dem russischen Wissenschaftler und Diplomaten Juri Alexejewitsch Ryschow benannt.